# 우신골든스위트 화재
우신골든스위트 화재(Wooshin Golden Suite火災)는 2010년 10월 1일에 부산광역시 해운대구 마린시티 내 오피스텔(우신주식회사가 시공) 4층 미화원 탈의실에서 전기가 누전돼 화재가 발생했고, 5명이 부상당한 사고이다.

## 사건 경과
- 2010년 10월 1일 오전 11시 30분경, 부산광역시 해운대구 마린시티[1] 내 고급 오피스텔인 '우신골든스위트' 4층 미화원 탈의실에서 전기가 누전되어 화재가 발생되었다.[1]
- 화재가 발생하자 소방당국은 52m에 달하는 고가사다리차와 소방차를 수 십대 동원했지만 빠른 속도로 타고 올라가는 불길을 잡지 못했다.
- 화재가 발생한지 30여분 만에 38층까지 불이 번졌다.
- 화재가 발생한 후 7시간 후, 화재가 진압되었다.

## 문제점
- 화재가 발생한 4층에는 스프링클러가 설치되지 않았다.
- 건물 외벽 유리가 특수 강화 유리라서 제대로 진압하지 못했다.
- 해당 유리가 쉽게 부숴지는 유리라고 하더라도 소방대는 해당 유리를 부술 수 없다. 외벽이 파괴될 경우 밀폐된 공간에 산소가 급격히 공급되면 연소 확대가 급속히 진행됨은 물론 백드래프트라고 하는 폭발 현상까지 발생하여 화재 확대는 물론 2차 피해가 일어나기 때문에 유리를 부수지 못한 것이다.
- 2005년, 발코니 확장 자유화를 통해 발코니당 2m2의 대피공간을 마련하도록 했지만, 이 건물은 이전에 지어져 관련 법률이 따로 적용되지 않았다.
- 건물 외벽의 인화성이 강한 가연성 외장재 때문에 화재가 외벽을 타고 크게 번졌다

## 피해
- 입주민 4명과 소방관 1명이 부상을 당했다.

## 후속 조치
피해를 높였던 알루미늄 패널을 불에 타지 않는 재질로 바꾸도록 하였으며, 해운대구청이 15층 이상 고층건물 150여곳에 대해 안전관리 실태를 조사한 결과 절반 이상의 건물에서 무단 용도변경이 적발되어 시정명령을 내렸다. 국토 해양부와 소방방재청은 고층건물 안전관리 종합대책을 세우기로 했다. 이전까지 초고층으로 포함되지 않던 30~49층을 초고층으로 포함시키고, 이러한 건물 신축시 중간층에 피난 안전층을 설치하고, 피난 전용 승강기 설치도 의무화 하도록 했다.  또한 피트층에도 스프링클러 설치가 의무화되고 소방방재청은 고층건물 화재 진압을 위해 70m이상의 소방 굴절사다리차를 도입하여 부산해운대소방서에 배치하였다. 또한 공중에서 물대포를 뿜는 소방헬기 도입도 추진되었다.

## 갤러리

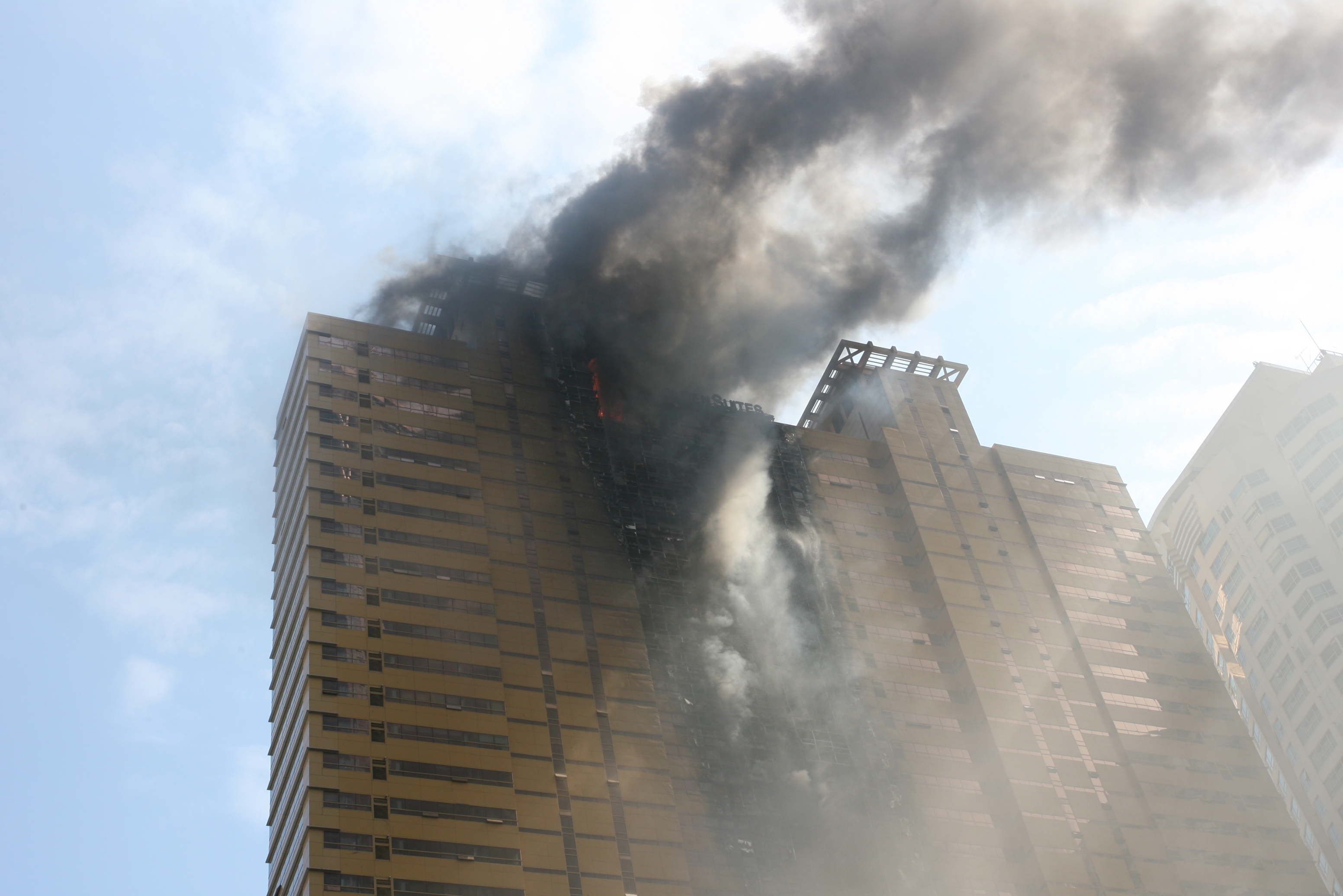
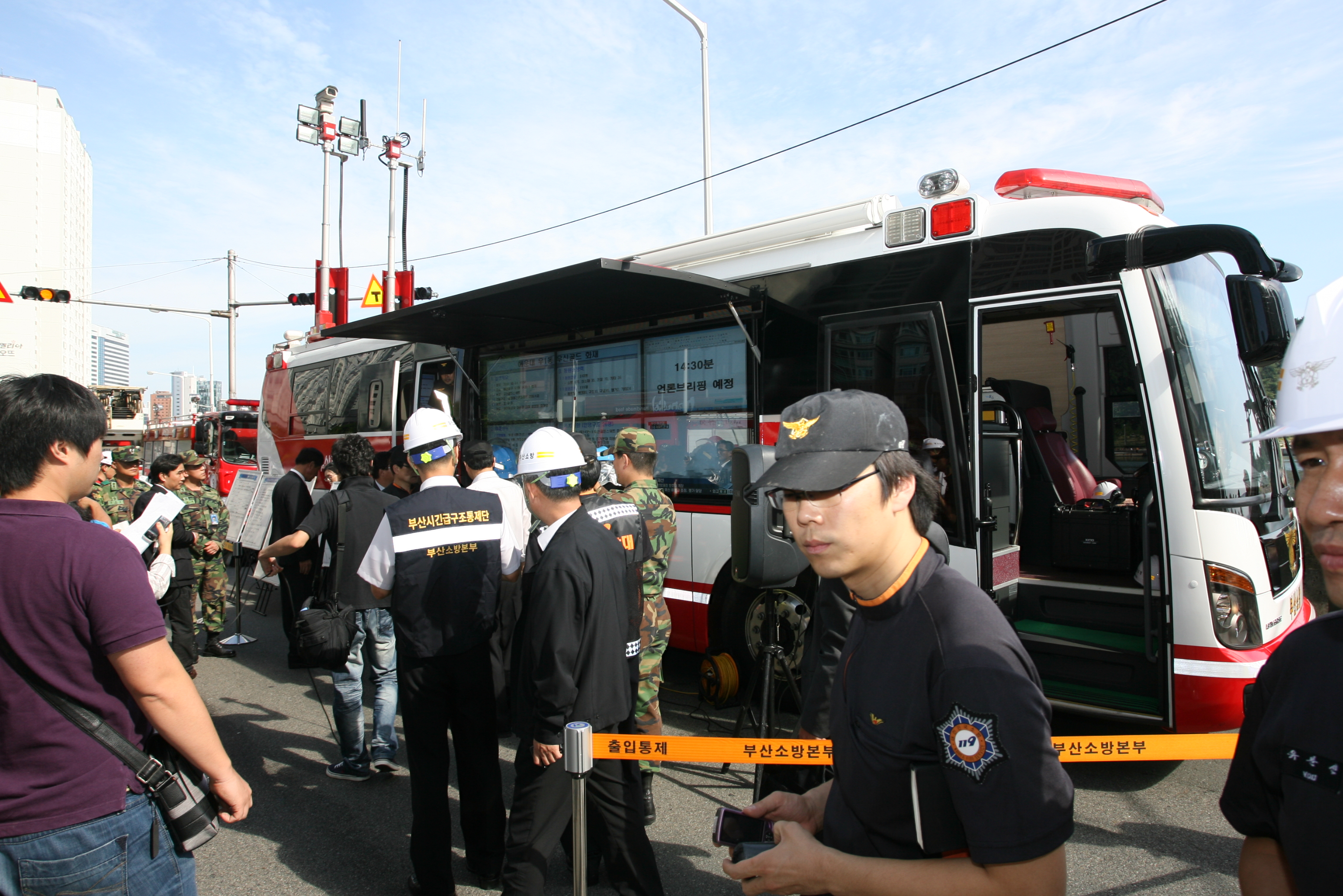
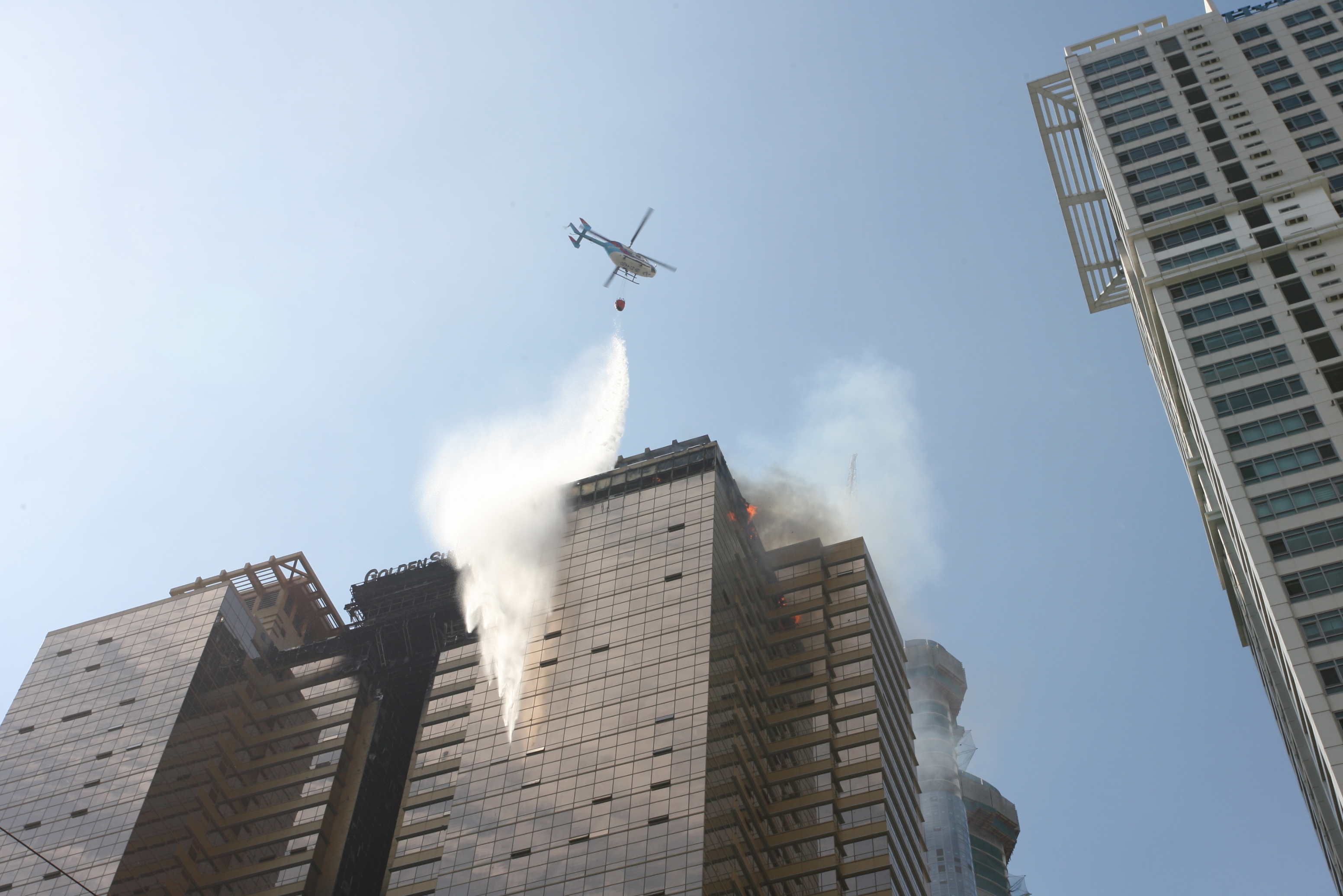
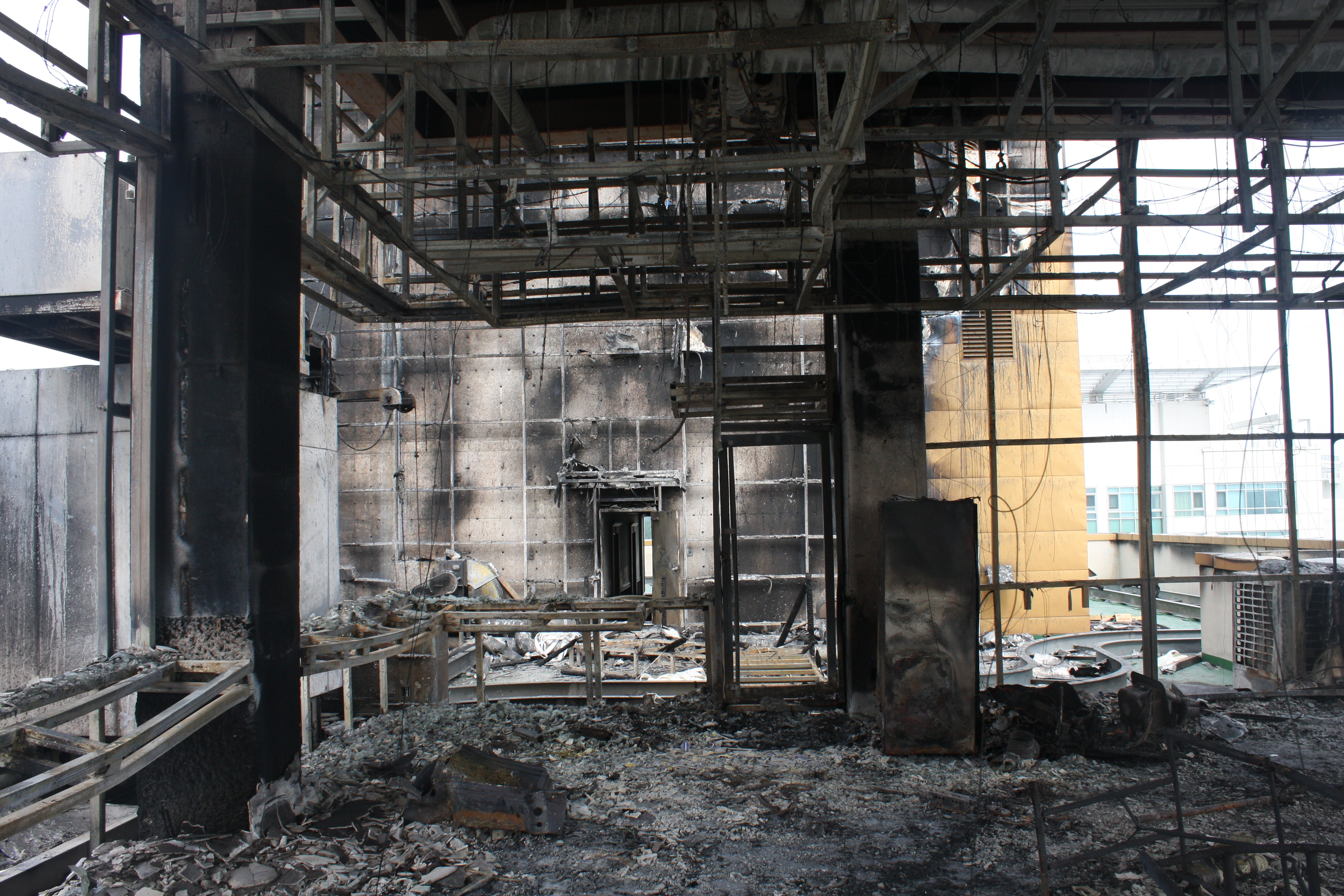

## 같이 보기
- 2010년 상하이 아파트 화재
- 대연각호텔 화재
- 그렌펠 타워 화재 참사
- 대왕코너 화재
- 제천 스포츠센터 화재
- 인천 세일전자 화재
- 플라스코 빌딩
- 울산 삼환아르누보 화재
- 2023년 부산 주차타워 화재
- MGM 그랜드 화재(영어판)